# 陈芋汐
陈芋汐（2005年9月11日—），上海市人，中国女子跳水运动员。

## 生平
陈芋汐出生于上海的一个体操世家，祖父陈新熙是上海体操运动员，父亲陈健是上海徐汇区青少年体育运动学校体操教练，母亲董春华是上海体育学院体操教研室副教授。陈芋汐在4岁时被上海跳水队领队史美琴选中，进入上海体育馆少体校跳水队。2017年年初，进入上海跳水队试训。在2018全国跳水锦标赛中代表上海队获得女子10米台冠军，并且与段宇搭档获得男女混合双人10米台冠军。2019年3月，陈芋汐入选中国国家跳水队，并首次参加世界大赛，在2019年世界游泳锦标赛中获得了女子10米跳台金牌，为中国跳水队时隔6年后再次获得该项目冠军。
在2020年东京奥运会中，與张家齐搭档獲得跳水女子双人十米跳台金牌，在跳水女子单人十米跳台中获得银牌，冠军为队友全红婵。2022年5月3日被授予中国青年五四奖章。
2022年赛季后，全红婵和陈芋汐在教练组的安排下成为女子双人十米跳台项目搭档。2022年世界游泳锦标赛中，陈芋汐卫冕女子单人十米跳台冠军，與全红婵搭档獲得跳水女子双人十米跳台金牌。2023年世界游泳锦标赛中，以457.85分的成绩创下了个人生涯最高得分，完成跳水女子单人十米跳台项目的三连冠。在2024年巴黎奥运会中，陈芋汐与搭档全红婵获得女子双人10米跳台金牌，这也是中国跳水队参加奥运会40年来的第50枚金牌，在跳水女子单人十米跳台中获得银牌。
2024年1月，作为优秀运动员被同济大学运动训练专业保送录取，并于同年8月入学。